# Sandie Toletti
Sandie Toletti (Bagnols-sur-Cèze, Occitania, 13 de julio de 1995) es una futbolista francesa que juega como centrocampista en el Real Madrid Club de Fútbol de la Primera División de España.

## Biografía

### Formativas
Su padre es entrenador del SC Cavillargues, su madre secretaria del club y sus hermanos también son futbolistas. Influenciada por este entorno familiar y evolucionando, Sandie Toletti comenzó a jugar al fútbol a una edad muy temprana. A los seis años comenzó a entrenar en el SC Cavillargues, antes de unirse al FC Bagnols-Pont a los 11 años. Tras cuatro años jugando con chicos, su evolución llama la atención de otros clubes.
En 2010 ingresó en el centro de formación Montpellier Hérault Sport Club, donde juega durante la semana en el Polo de fútbol femenino de Francia, en Clairefontaine y los fines de semana lo hace en la sección sub-19 del club. Con este equipo gana el Reto Nacional Femenino sub-19 en su primer año. En 2012 vuelve a participar en el Desafío Nacional, consiguiendo en esta ocasión el bicampeonato.

### Inicios profesionales en Montpellier
En marzo de 2013 juega su primer partido con el primer equipo del Montpellier HSC en un encuentro de los octavos de final de la Copa de Francia ante el Rodez. ganando el partido por 0-4. En junio de ese mismo año firma su primer contrato profesional con el Montpellier HSC por un período de cuatro años Su primer partido de Liga Francesa, la D1, también lo disputa contra el Rodez, en la segunda jornada del campeonato.
Consigue imponerse con solvencia en el once titular del Montpellier. y, en abril de 2014, extiende su contrato durante un año más, quedando ligada al club hasta junio de 2018. En 2015 y 2016 juega la final de la Copa de Francia, perdiendo las dos veces ante el Olympique Lyonnais En mayo de 2017, el Montpellier termina en segunda posición en la liga y consigue disputar la Champions League por primera vez
El 27 de mayo de 2020, después de 10 años en el club de su vida, anuncia su salida del Montpellier HSC.

### Etapa en España
Tras su salida del club, llega al Levante UD. En el club de España se afianza rápidamente en el equipo titular y participa en la Supercopa de España 2021, perdiendo la final frente al Atlético de Madrid. Dos años después de llegar a España y tras un rendimiento destacado en el centro del campo del Levante, llama la atención de múltiples clubes a lo largo de Europa, decidiéndose finalmente por el Real Madrid. El anuncio se hizo oficial después de que la selección francesa quedase eliminada en las semifinales de la Eurocopa Femenina del 2022.

## Selección nacional

### Carrera internacional
De 2010 a 2012, Sandie Toletti juega 34 partidos y anota 11 goles con la selección francesa sub-17, incluyendo la final del Campeonato de Europa sub-17 en 2011 y 2012, perdiendo ambas ante España y Alemania. Durante su segunda participación, fue elegida como mejor jugadora del torneo ("Jugadora de Oro"). En 2012, siendo capitana de la selección, gana el Mundial Sub-17 en Azerbaiyán.
En 2013, con la selección francesa sub-19, gana la final del Campeonato de Europa, anotando el primer gol del partido en la prórroga. En este campeonato, vuelve a ganar el trofeo de Jugadora de Oro, destacando, según la UEFA, por sus cualidades de mediapunta. Un año después disputa la Copa del Mundo sub-20 en Canadá. En esta ocasión se volvió a colgar una medalla, terminando el equipo francés en tercera posición.
En octubre de 2013 fue convocada por primera vez por el primer equipo de la selección francesa de mano del entrenador Philippe Begeroo con tan sólo 18 años. En su primera internacionalidad juega unos minutos en un amistoso ante Polonia, en un partido que su equipo gana por 6-0. En noviembre, vuelve a ser convocada para las eliminatorias mundialistas. 
Pese a que su equipo se clasificó para la Copa Cyrpus en marzo del 2014, no es convocada y juega con la selección sub-19 el torneo La Manga. Es reserva para los Juegos Olímpicos de 2016 y, Oliver Echouafani, sucesor de Begeroo, la convoca para formar parte del Campeonato de Europa de 2017.
Después de una larga ausencia en la selección, especialmente debido a las lesiones, Corinee Deacon la convoca nuevamente para el equipo francés en febrero de 2021 con motivo de un doble enfrentamiento amistoso contra Suiza. A partir de ese momento, se asienta en la selección y es llamada para las siguientes listas.
Su constancia y regularidad le llevaron a participar en la Eurocopa 2022, siendo una pieza clave en el centro del campo de la selección francesa y llevando a su equipo a las semifinales del torneo, donde cayeron derrotadas ante Alemania en la prórroga.

## Estadísticas

### Clubes
| Club                 | País    | Año       |
| -------------------- | ------- | --------- |
| Montpellier H. S. C. | Francia | 2013-19   |
| Levante U. D.        | España  | 2019-22   |
| Real Madrid C. F.    | España  | 2022-Act. |

## Palmarés

### Campeonatos internacionales
Nota * : incluyendo selección.
| Título           | Equipo *         | Año  |
| ---------------- | ---------------- | ---- |
| Mundial (sub-17) | Francia (sub-17) | 2012 |
| Europeo (sub-19) | Francia (sub-19) | 2013 |